# Orphninus mouldsi
Orphninus mouldsi är en insektsart som beskrevs av Alexander Fyodorovich Emeljanov 2000. Orphninus mouldsi ingår i släktet Orphninus och familjen kilstritar. Inga underarter finns listade i Catalogue of Life.